# Alexander Peya
Alexander Peya (* 27. června 1980 Vídeň) je rakouský profesionální tenista, deblový specialista. Ve své dosavadní kariéře vyhrál na okruhu ATP Tour sedmnáct turnajů ve čtyřhře. Na challengerech ATP a okruhu ITF získal jedenáct titulů ve dvouhře a třicet šest ve čtyřhře.
Na žebříčku ATP byl ve dvouhře nejvýše klasifikován v dubnu 2007 na 92. místě a ve čtyřhře pak v srpnu 2013 na 3. místě. Trénují ho Scott Davidoff a Michael Oberleitner.
Ve dvouhře nejvyšší grandslamové úrovně se nejdále probojoval do třetího kola US Open 2004. V mužské čtyřhře skončil jako poražený finalista na US Open 2013, když s Brazilcem Brunem Soaresem nestačili na indicko-českou dvojici Leander Paes a Radek Štěpánek. Ve smíšené soutěži si první grandslamové finále zahrál po boku Maďarky Tímey Babosové ve Wimbledonu 2015. Z boje o titul odešli poraženi od páru Leander Paes a Martina Hingisová. Ve 38 letech si pak odvezl trofej z Wimbledonu 2018, kde startoval s Američankou Nicole Melicharovou. V závěrečném duelu přehráli bělorusko-britskou dvojici Viktoria Azarenková a Jamie Murray.
V rakouském daviscupovém týmu debutoval v roce 1999 utkáním 1. kola Světové skupiny Švédsku, v němž po boku Jürgena Melzera prohrál čtyřhru s párem Kulti a Tillström. Do dubna 2020 v soutěži nastoupil k dvaceti dvěma mezistátním utkáním s bilancí 4–6 ve dvouhře a 7–10 ve čtyřhře.
Rakousko reprezentoval na Hrách XXX. olympiády v Londýně, kde do mužské čtyřhry nastoupil s Jürgenem Melzerem. Soutěž opustili ve druhém kole po prohře od Španělů Davida Ferrera a Feliciana Lópeze. Zúčastnil se také Letních olympijských her 2016 v Riu de Janeiru. V deblové soutěži prošel s Oliverem Marachem do čtvrtfinále, v němž je vyřadili pozdější olympijští vítězové Marc López s Rafaelem Nadaem.
Do manželství s Nataschou Peyovou se v červnu 2012 narodil syn Noah.

## Finále na Grand Slamu

### Mužská čtyřhra: 1 (0–1)
| Stav      | rok  | turnaj  | povrch | spoluhráč    | soupeři ve finále           | výsledek |
| --------- | ---- | ------- | ------ | ------------ | --------------------------- | -------- |
| Finalista | 2013 | US Open | tvrdý  | Bruno Soares | Leander Paes Radek Štěpánek | 1–6, 3–6 |

### Smíšená čtyřhra: 2 (1–1)
| Stav      | rok  | turnaj    | povrch | spoluhráčka        | soupeři ve finále                | výsledek      |
| --------- | ---- | --------- | ------ | ------------------ | -------------------------------- | ------------- |
| Finalista | 2015 | Wimbledon | tráva  | Tímea Babosová     | Leander Paes Martina Hingisová   | 1–6, 1–6      |
| Vítěz     | 2018 | Wimbledon | tráva  | Nicole Melicharová | Viktoria Azarenková Jamie Murray | 7–6(7–1), 6–3 |

## Finále na okruhu ATP Tour
| Legenda (před/od 2009)                               |
| D – dvouhra; Č – čtyřhra                             |
| Grand Slam (0–1 Č)                                   |
| Turnaj mistrů (0)                                    |
| ATP Masters Series / ATP Tour Masters 1000 (3–3 Č)   |
| ATP International Series Gold / ATP Tour 500 (6–9 Č) |
| ATP International Series / ATP Tour 250 (8–16 Č)     |

### Čtyřhra: 46 (17–29)
| Stav      | č.  | datum             | turnaj                                    | povrch     | spoluhráč          | soupeři ve finále                    | výsledek                    |
| --------- | --- | ----------------- | ----------------------------------------- | ---------- | ------------------ | ------------------------------------ | --------------------------- |
| Finalista | 1.  | 27. července 2003 | Kitzbühel, Rakousko                       | antuka     | Jürgen Melzer      | Martin Damm Cyril Suk                | 4–6, 4–6                    |
| Finalista | 2.  | 7. května 2006    | Mnichov, Německo                          | antuka     | Björn Phau         | Andrei Pavel Alexander Waske         | 4–6, 2–6                    |
| Finalista | 3.  | 12. října 2008    | Vídeň, Rakousko                           | tvrdý (h)  | Philipp Petzschner | Max Mirnyj Andy Ram                  | 1–6, 5–7                    |
| Finalista | 4.  | 27. února 2011    | Delray Beach, Spojené státy               | tvrdý      | Christopher Kas    | Scott Lipsky Rajeev Ram              | 6–4, 4–6, [3–10]            |
| Finalista | 5.  | 1. května 2011    | Bělehrad, Srbsko                          | antuka     | Oliver Marach      | František Čermák Filip Polášek       | 5–7, 2–6                    |
| Vítěz     | 1.  | 24. července 2011 | Hamburk, Německo                          | antuka     | Oliver Marach      | František Čermák Filip Polášek       | 6–4, 6–1                    |
| Finalista | 6.  | 31. července 2011 | Gstaad, Švýcarsko                         | antuka     | Christopher Kas    | František Čermák Filip Polášek       | 3–6, 6–7(7–9)               |
| Finalista | 7.  | 27. srpna 2011    | Vítězston-Salem, Spojené státy            | tvrdý      | Christopher Kas    | Jonatan Erlich Andy Ram              | 6–7(2–7), 4–6               |
| Vítěz     | 2.  | 14. ledna 2012    | Auckland, Nový Zéland                     | tvrdý      | Oliver Marach      | František Čermák Filip Polášek       | 6–3, 6–2                    |
| Finalista | 8.  | 15. července 2012 | Båstad, Švédsko                           | antuka     | Bruno Soares       | Robert Lindstedt Horia Tecău         | 3–6, 6–7(5–7)               |
| Vítěz     | 3.  | 30. září 2012     | Kuala Lumpur, Malajsie                    | tvrdý (h)  | Bruno Soares       | Colin Fleming Ross Hutchins          | 5–7, 7–5, [10–7]            |
| Vítěz     | 4.  | 7. října 2012     | Tokio, Japonsko                           | tvrdý      | Bruno Soares       | Leander Paes Radek Štěpánek          | 6–3, 7–6(7–5)               |
| Vítěz     | 5.  | 28. října 2012    | Valencie, Španělsko                       | tvrdý (h)  | Bruno Soares       | David Marrero Fernando Verdasco      | 6–3, 6–2                    |
| Vítěz     | 6.  | 17. února 2013    | São Paulo, Brazílie                       | antuka (h) | Bruno Soares       | František Čermák Michal Mertiňák     | 6–7(5–7), 6–2, [10–7]       |
| Vítěz     | 7.  | 28. dubna 2013    | Barcelona, Španělsko                      | antuka     | Bruno Soares       | Robert Lindstedt Daniel Nestor       | 5–7, 7–6(9–7), [10–4]       |
| Finalista | 9.  | 12. května 2013   | Madrid, Španělsko                         | antuka     | Bruno Soares       | Bob Bryan Mike Bryan                 | 2-6, 3-6                    |
| Finalista | 10. | 16. června 2013   | Queen's Club – Londýn, Spojené království | tráva      | Bruno Soares       | Bob Bryan Mike Bryan                 | 6–4, 5–7, [3–10]            |
| Vítěz     | 8.  | 21. června 2013   | Eastbourne                                | tráva      | Bruno Soares       | Colin Fleming Jonathan Marray        | 3–6, 6–3, [10–8]            |
| Vítěz     | 9.  | 11. srpna 2013    | Montréal, Kanada                          | tvrdý      | Bruno Soares       | Andy Murray Colin Fleming            | 6–4, 7–6(7–4)               |
| Finalista | 12. | 7. září 2013      | US Open, New York, Spojené státy          | tvrdý      | Bruno Soares       | Leander Paes Radek Štěpánek          | 1–6, 3–6                    |
| Vítěz     | 10. | 27. října 2013    | Valencie, Španělsko                       | tvrdý (h)  | Bruno Soares       | Bob Bryan Mike Bryan                 | 7–6(7–3), 6–7(1–7), [13–11] |
| Finalista | 13. | 3. listopadu 2013 | Paříž, Francie                            | tvrdý (h)  | Bruno Soares       | Bob Bryan Mike Bryan                 | 3–6, 3–6                    |
| Finalista | 14. | 3. ledna 2014     | Dauhá, Katar                              | tvrdý      | Bruno Soares       | Tomáš Berdych Jan Hájek              | 2–6, 4–6                    |
| Finalista | 15. | 11. ledna 2014    | Auckland, Nový Zéland                     | tvrdý      | Bruno Soares       | Julian Knowle Marcelo Melo           | 6–4, 3–6, [5–10]            |
| Finalista | 16. | 16. března 2014   | Indian Wells, Spojené státy               | tvrdý      | Bruno Soares       | Bob Bryan Mike Bryan                 | 4–6, 3–6                    |
| Vítěz     | 11. | 15. června 2014   | Queen's Club, Londýn, Spojené království  | tráva      | Bruno Soares       | Jamie Murray John Peers              | 4–6, 7–6(7–4), [10–4]       |
| Finalista | 17. | 21. června 2014   | Eastbourne, Spojené království            | tráva      | Bruno Soares       | Treat Conrad Huey Dominic Inglot     | 5–7, 7–5, [8–10]            |
| Finalista | 18. | 20. července 2014 | Hamburk, Německo                          | antuka     | Bruno Soares       | Marin Draganja Florin Mergea         | 4–6, 5–7                    |
| Vítěz     | 12. | 10. srpna 2014    | Toronto, Kanada                           | tvrdý      | Bruno Soares       | Ivan Dodig Marcelo Melo              | 6–4, 6–3                    |
| Vítěz     | 13. | 3. května 2015    | Mnichov, Německo                          | antuka     | Bruno Soares       | Alexander Zverev Mischa Zverev       | 4–6, 6–1, [10–5]            |
| Finalista | 19. | 14. června 2015   | Stuttgart, Německo                        | tráva      | Bruno Soares       | Rohan Bopanna Florin Mergea          | 5–7, 6–2, [10–7]            |
| Finalista | 20. | září 2015         | Petrohrad, Rusko                          | tvrdý (h)  | Julian Knowle      | Treat Huey Henri Kontinen            | 5–7, 3–6                    |
| Vítěz     | 14. | 1. listopadu 2015 | Basilej, Švýcarsko                        | tvrdý (h)  | Bruno Soares       | Jamie Murray John Peers              | 7–5, 7–5                    |
| Finalista | 21. | leden 2016        | Dauhá, Katar                              | tvrdý      | Philipp Petzschner | Feliciano López Marc López           | 4–6, 3–6                    |
| Finalista | 22. | únor 2016         | Rotterdam, Nizozemsko                     | tvrdý (h)  | Philipp Petzschner | Nicolas Mahut Vasek Pospisil         | 6–7(2–7), 4–6               |
| Finalista | 23. | únor 2016         | Acapulco, Mexiko                          | tvrdý      | Philipp Petzschner | Treat Huey Max Mirnyj                | 6–7(5–7), 3–6               |
| Vítěz     | 15. | 19. června 2016   | Halle, Německo                            | tráva      | Raven Klaasen      | Łukasz Kubot Rajeev Ram              | 7–6(7–5), 6–2               |
| Finalista | 25. | 24. července 2016 | Washington, D.C., Spojené státy           | tvrdý      | Łukasz Kubot       | Daniel Nestor Édouard Roger-Vasselin | 6–7(3–7), 6–7(4–7)          |
| Finalista | 26. | . dubna 2017      | Barcelona, Španělsko                      | antuka     | Philipp Petzschner | Florin Mergea Ajsám Kúreší           | 4–6, 3–6                    |
| Vítěz     | 15. | 1. října 2017     | Šen-čen, ČLR                              | tvrdý      | Rajeev Ram         | Nikola Mektić Nicholas Monroe        | 6–3, 6–2                    |
| Finalista | 27. | 11. února 2018    | Sofie, Bulharsko                          | tvrdý (h)  | Nikola Mektić      | Robin Haase Matwé Middelkoop         | 7–5, 4–6, [4–10]            |
| Finalista | 28. | 25. února 2018    | Rio de Janeiro, Brazílie                  | antuka     | Nikola Mektić      | David Marrero Fernando Verdasco      | 7–5, 5–7, [8–10]            |
| Vítěz     | 16. | 14. dubna 2018    | Marrákeš, Maroko                          | antuka     | Nikola Mektić      | Benoît Paire Édouard Roger-Vasselin  | 7–5, 3–6, [10–7]            |
| Finalista | 29. | 6. května 2018    | Mnichov, Německo                          | antuka     | Nikola Mektić      | Ivan Dodig Rajeev Ram                | 3–6, 5–7                    |
| Vítěz     | 17. | 13. května 2018   | Madrid, Španělsko                         | antuka     | Nikola Mektić      | Bob Bryan Mike Bryan                 | 5–3skreč                    |